# Drei (Kriminalroman)
Drei ist ein Roman des israelischen Autors Dror Mishani, welcher im August 2019 bei Diogenes in der Übersetzung von Markus Lemke in deutscher Sprache erschienen ist. In der Heimat des Autors erschien der Roman 2018 unter dem Titel Shalosh (hebräisch שלוש) = deutsch „drei“.

## Handlung
In dem Roman wird beschrieben, wie der in Tel Aviv lebende Rechtsanwalt Gil Chamtzani drei Beziehungen mit unterschiedlichen Frauen eingeht, wobei jeder Beziehung ein Kapitel gewidmet ist.
Im ersten Kapitel lernt Gil über ein Dating-Portal für Geschiedene die alleinerziehende Lehrerin Orna Esran kennen. Ihr Sohn Eran leidet sehr unter der Abwesenheit des Vaters und zeigt dabei auch Problemverhalten. Trotzdem zieht sich der Ex-Mann Ronen erst aus der Betreuung für den gemeinsamen Sohn zurück. Nach einiger Zeit meldet er sich wieder und schlägt vor, dass Eran die Ferien bei ihm und seiner neuen Frau und deren Kindern verbringen kann. Orna findet diese Idee gar nicht gut, lässt sich aber am Ende doch darauf ein, weil Eran es möchte.
In der Beziehung mit Gil kommt es in der Wohnung, in welche er angeblich schon ausgezogen ist, weil er sich im Scheidungsprozess mit seiner Frau befindet, auch zum Geschlechtsverkehr. Trotzdem ist Orna nicht wirklich überzeugt von der Beziehung. Ihre Zweifel bestätigten sich, als sie Gil zufällig in einem Einkaufszentrum dessen Frau und seinen beiden Töchtern begegnet und er sie als Klientin aus seiner Rechtsanwaltstätigkeit vorstellt. Daraufhin meldet sich Gil nicht mehr bei Orna und sie reagiert nach einiger Zeit verärgert, indem sie ihm droht, seine Frau zu kontaktieren. Gil möchte sie beruhigen und sagt, dass er beruflich sehr viel im osteuropäischen Ausland zu tun hat und deshalb nicht antworten konnte. Er lädt sie ein, ihn bei einem seiner beruflichen Termine in Bukarest zu besuchen, wobei er den Flug bezahlt. Diese Anfrage erfolgt genau in der Phase, in welcher Eran bei seinem Vater in den Ferien ist und da Orna etwas Ablenkung benötigt, stimmt sie einem Kurztrip zu. In Bukarest kann Gil sie wegen angeblicher Termine nicht vom Flughafen abholen und auch in dem für sie reservierten Hotel ist er nicht bekannt. Orna ist sich nun sicher, dass er nicht ehrlich zu ihr ist und möchte die Beziehung beenden. Als Gil jedoch zu ihr ins Hotelzimmer kommt, erwürgt er sie und lässt ihren Tod wie einen Selbstmord aussehen.
Im zweiten Kapitel lernt der Leser die aus Lettland stammende Pflegefachkraft Emilia Nudjews kennen. Emilia betreute den schwer erkrankten Nachum Chamtzani, den Vater von Gil, in seinem Haus. Als dieser verstirbt, musste sich Emilia eine neue Anstellung suchen, welche sie kurzfristig in einem Seniorenheim in Bat Jam findet. Sie betreut dort eine über 90-jährige Frau, welche an Demenz leidet. Sowohl die Patientin als auch die Tochter der dementen Frau behandeln Emilia sehr abweisend und feindselig, ganz im Gegensatz zu ihrer vorherigen Stelle bei den Chamtzanis. Von dort bittet Esther, die Ehefrau von Nachum, noch ihren Sohn Gil, Emilia bei den Formalitäten beim Aufenthaltsrecht zu helfen. Gil nutzt die Gelegenheit, Emilia anzubieten, seine kleine Nebenwohnung gegen einen kleinen Geldbetrag zu säubern und geht auf diesem Wege eine Beziehung mit Emilia ein. In diesem Zusammenhang schlägt er ihr auch vor, ihn bei einem seiner geschäftlichen Auslandsaufenthalte, welcher ihn angeblich auch in ihre Heimatstadt Riga führt, zu begleiten. An ihrer neuen Arbeitsstelle im Seniorenheim erfährt Emilia über eine philippinische Kollegin von einer kleinen katholischen Kirche in der Nähe des Seniorenheimes. Obwohl sie aus ihrer Kindheit nicht religiös geprägt ist, empfindet sie das Bedürfnis, diese Kirche aufzusuchen. Dort ist sie von dem jungen polnischen Priester Tadeusz beeindruckt, besucht daraufhin regelmäßig den sonntäglichen Gottesdienst und spricht danach auch immer persönlich mit Tadeusz. Emilia hatte die Tochter ihrer Patientin um Urlaub für die Reise nach Riga gebeten, welcher ihr erst widerwillig genehmigt wurde. Am Tag vor der Reise jedoch wird sie von den Angehörigen ihrer Patientin mit Diebstahls- und Gewaltvorwürfen konfrontiert – sie hatte sich für die Treffen mit Gil manchmal Schmuck der alten Patientin geliehen. Die Angehörigen wollen erst die Vorwürfe der Polizei melden, sehen aber dann davon ab, wenn Emilia bis zum nächsten Tag eine größere Summe „zurückbezahlt“. Damit sie nicht fliehen kann, behalten die Angehörigen ihren Reisepass ein. Emilia nimmt daraufhin Kontakt mit Gil auf, mit dem sie sich in dessen Zweitwohnung trifft. Anstatt ihr jedoch zu helfen, bringt er Emilia um, indem er ihr eine Plastiktüte über den Kopf zieht. Schon länger hatte Emilia in ihren Träumen und Phantasien Nachum gesehen, bei welchen sie erst zu spät begreift, dass diese eine Warnung sein sollten.
Im dritten Kapitel fällt Gil in dem Café, das er morgens vor seiner Arbeit immer aufsucht, eine Frau Ende dreißig auf, die dort oft an einem Laptop arbeitet. Er spricht sie an und erfährt, dass sie Ella Hazany heißt, verheiratet und Mutter von drei Kindern ist und die kurze Zeit am Morgen nutzt, um an ihrer Magisterarbeit zu arbeiten, weil sie endlich ihr Geschichtsstudium abschließen möchte. Obwohl sie verheiratet ist, versucht Gil eine Beziehung mit ihr einzugehen und schlägt auch wieder einen Auslandsaufenthalt vor. Da die Magisterarbeit von Ella die Shoa thematisiert, möchte sie dafür gern auch Archive in Polen aufsuchen, so dass ein gemeinsamer Auslandsaufenthalt geplant wird. Mehr ironisch weist Ella Gil auf einen Zeitungsartikel hin, in dem über einen mysteriösen Selbstmord in Bukarest berichtet wird. Dieser Artikel enthält auch ein Phantombild, das Gil durchaus ähnelt. Deshalb fragt Ella per WhatsApp Gil, ob sie nun Angst haben muss, worauf er erstmal gar nicht reagiert und sie auf ihre Nachfrage hin in seine Zweitwohnung einlädt.
Die Polizei hatte auf der Straße die Leiche von Emilia gefunden und nach der Vermisstenmeldung durch die Tochter der demenzkranken Frau bei der Polizei konnte sie auch zugeordnet werden. Durch Befragungen beim Seniorenheim kam man auch auf die Kirche und den Priester Tadeusz, der sich von Emilias Selbstmord sehr überrascht zeigte. Bei ihren Gesprächen hatte es immer den Anschein, dass Emilia eigentlich ein neues Leben starten möchte. Er berichtet auch von dem verhältnismäßig hohen Geldbetrag, den Emilia immer in der Kollekte spendete – dies unterstützt im ersten Moment den Diebstahlsvorwurf der Patientenfamilie, ist aber das Geld, das Emilia von Gil für ihre Putzarbeit erhielt. Tadeusz erzählt auch von dem Verhältnis zu ihrer ersten Arbeitsstelle, woraufhin die Polizei die Chamtzanis befragt. Hier zeigt sich Esther als erste Person wirklich betroffen vom Tod Emilias. Auch Gil wird befragt und er gibt zu, dass sie als Reinigungskraft für ihn gearbeitet hat – eine Beziehung zwischen ihm und dem Tod Emilias wird aber nicht festgestellt und ein Selbstmord vermutet.
Nach einiger Zeit geben die Angehörigen der letzten Patienten von Emilia noch Unterlagen von ihr bei der Polizei ab. Die Polizistin Orna Ben Chamo entdeckt dabei auch ein Schreibheft, in dem hebräische Übungen verfasst sind. Emilia hatte schon mit Nachum versucht Hebräisch zu lernen, weil dies ihre Chancen auf dem Arbeitsmarkt sehr verbessert hätte. Ihre Übungen hatte sie auch im Rahmen ihrer Reinigungsarbeiten in Gils Zweitwohnung fortgesetzt und dafür Zeitungsartikel, die sie in dieser Wohnung gefunden hatte, übersetzt. In diesen Artikeln geht es unter anderem auch um den Selbstmordfall in Bukarest. Die Polizistin Orna erkennt diese Verbindung und möchte daraufhin den (vermeintlichen) Selbstmordfall Emilia Nudjews nochmal untersuchen.
Es stellt sich heraus, dass Orna Ben Chamo als verdeckte Ermittlerin Ella Hazany tätig war und so Gil Chamtzani überführt hat. Der Artikel mit dem Phantombild war gezielt eingesetzt, um Gil zu provozieren.

## Schreibstil und Hintergrund
Obwohl der Autor als Schriftsteller von Kriminalromanen bekannt ist, wirkt die Erzählung durch den Handlungsverlauf sowie die psychologische Beschreibung der beteiligten Personen wie ein Beziehungsroman. Der Leser erlebt deshalb die kriminelle Handlung, die erst nach einem guten Drittel des Romans passiert, als besondere Überraschung.
Der Autor bemerkt dazu, dass er es zum einen mag, mit literarischen Formen und Strukturen zu spielen, andererseits wollte er besonders die Perspektive der Opfer darstellen, während klassische Kriminalromane meist aus Sicht der Ermittler oder Täter geschrieben werden.

## Hauptpersonen
Folgende Personen spielen im Roman eine entscheidende Rolle:

### Orna Esran
Orna ist Lehrerin und alleinerziehende Mutter ihres Sohnes Eran, der autistische Züge aufzeigt und sehr unter der Trennung der Eltern leidet. Auch ist für Orna das Verhältnis zu ihrem Ex-Mann Ronen, der mit einer neuen Frau und deren Kindern zusammenlebt, sehr belastend.

### Emilia Nudjews
Emilia kommt eigentlich aus Lettland und arbeitet als Altenpflegerin in Israel. Nachdem der ihr von der Personalvermittlungsfirma zugeteilte Patient verstorben ist, nimmt sie, um das Aufenthaltsrecht nicht zu verlieren, die Betreuung einer Patientin in einem Seniorenheim an. Die Angehörigen dieser neuen Patientin begegnen Emilia jedoch mit Vorbehalten und auch die Patientin ist sehr unfreundlich, so dass sie unter ihrer neuen Arbeit leidet.

### Ella Hazany
Ella möchte neben der Erziehung ihrer drei Kinder trotzdem noch gern ihr Geschichtsstudium abschließen und arbeitet deshalb fast jeden Vormittag, wenn die Kinder in der Schule sind, in einem Café an ihrer Magisterarbeit.

### Orna Ben Camo
Orna ist Polizeiinspektorin und setzt sich insbesondere für die weitere Untersuchung zweier angeblicher Selbstmordfälle ein.

### Gil Chamtzani
Gil ist Rechtsanwalt, verheiratet und hat zwei Töchter, geht aber trotzdem gern Beziehungen mit anderen Frauen ein.

## Rezeption

### Kommerzieller Erfolg
Der große literarische Erfolg aus Israel konnte sich erstmals in der Ausgabe vom 21. September 2019 in den Top-20 der Der Spiegel Bestsellerliste platzieren, war insgesamt 14 Wochen unter den besten 20 erfolgreichsten belletristischen Büchern geführt und erreichte als höchste Platzierung den 8. Rang. Der Roman war die erste Veröffentlichung des Autors in Deutschland, welche sich auf dieser Liste platzieren konnte.
Auf der von Literaturkritikern erstellten Krimibestenliste konnte sich der Roman von September bis Dezember 2019 (höchstes Ranking Platz 5) platzieren.

### Zeitgenössische Kritik
Insgesamt wurde das Buch von den Literaturkritikern meist positiv bewertet.
Dabei sind Carsten Hueck im Deutschlandfunk als auch Sylvia Staude von der Frankfurter Rundschau von den psychologisch präzisen Frauenporträts in dem Roman beeindruckt. Für Tobias Gohlis in der Zeit ist es besonders die Beschreibung der Opfersicht sowie das Spielen mit den Erwartungen des Lesers, welche den Roman auszeichnen. Neben der Perspektive der Opfer weist Jeannette Villachica in der Wiener Zeitung besonders auch noch auf die gesellschaftskritischen Aspekte des Romanes hin, indem der Täter aus der sogenannten oberen israelischen Gesellschaftsschicht stammt.